# Reiterdenkmal der Queen Victoria (Glasgow)

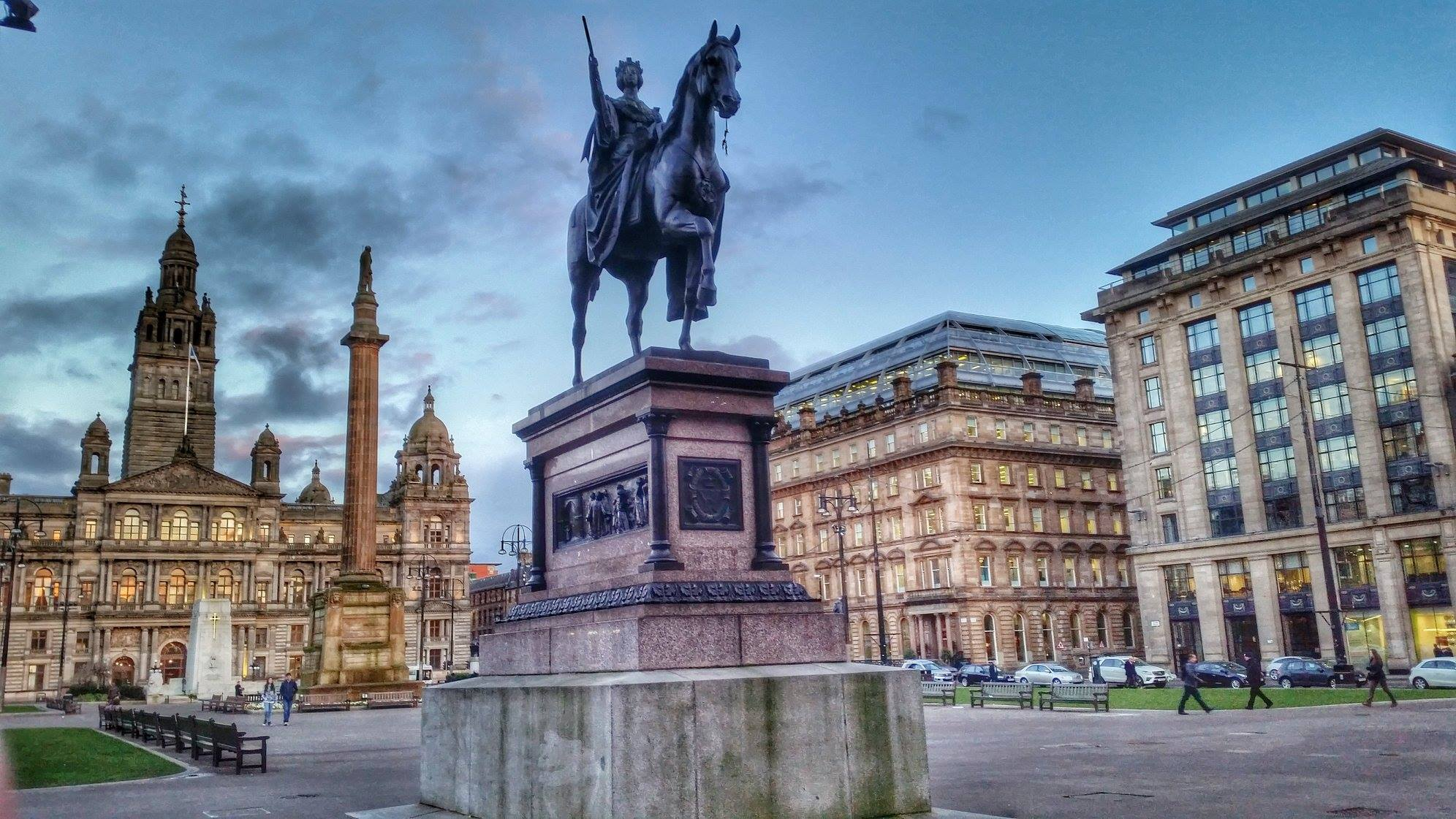
Reiterdenkmal der Queen Victoria

Das Reiterdenkmal der Queen Victoria ist ein Denkmal in der schottischen Stadt Glasgow. 1970 wurde das Bauwerk in die schottischen Denkmallisten in der höchsten Denkmalkategorie A aufgenommen.

## Geschichte
Das Denkmal erinnert an die britische Königin Victoria (1819–1901). Es wurde im Jahre 1854 durch den italo-französischen Skulpteur Carlo Marochetti geschaffen. Am 31. August desselben Jahres wurde es eingeweiht. Ursprünglich befand sich das Denkmal am St Vincent Place. 1866 wurde am George Square jedoch ein ebenfalls von Marochetti  gestaltetes Denkmal des Prinzgemahls Albert von Sachsen-Coburg und Gotha eingeweiht. Um Platz neben ihrem Gemahl zu finden, wurde die Viktoria-Statue am 2. März 1865 an ihren heutigen Standort versetzt.

## Beschreibung
Das Reiterdenkmal der Queen Victoria nimmt eine prominente Position an der Westflanke des George Square im Zentrum Glasgows ein. Benachbart sind das Reiterdenkmal des Prince Albert und die Statue of Sir Robert Peel. Die Statue ruht auf einem gestuften Granitsockel, auf dem Plinthe mit Eierstabornamentik und Postament aus rötlichem Granit stehen. Die Kanten des Postaments sind mit stilisierten Bronzesäulen und Blattornamenten gestaltet. Zwischen den Säulen zieht sich ein Akanthusband. An beiden Seitenflächen sind reliefierte Bronzetafeln eingelassen. Sie zeigen Szenen aus der Regentschaft Viktorias. Die Tafel an der Vorderseite zeigt die Buchstaben „VR“ in einem Kranz. An der Rückseite wird Bezug auf den königlichen Besuchs Glasgows am 14. August 1849 Bezug genommen. Auf dem Postament ruht die Bronzeskulptur Viktorias auf einem Pferd.